# Quoi de neuf sur la guerre ?
Quoi de neuf sur la guerre ? est un roman de Robert Bober publié le 8 décembre 1993 aux éditions P.O.L. L'ouvrage  a obtenu le prix du Livre Inter l'année suivante. Il a inspiré le film Un monde presque paisible de  Michel Deville avec Simon Abkarian.

## Résumé
Comme dans la pièce de théâtre l'Atelier de Jean-Claude Grumberg, ce roman décrit l'atmosphère et l'ambiance qui règnent dans un atelier de couture et de confection pour dames, au lendemain de la Seconde Guerre mondiale.
En 1945-1946, à Paris, des ouvriers et ouvrières, des mécaniciens et mécaniciennes, un presseur et des finisseuses discourent sur divers sujets. On ne parle pas vraiment de la guerre, pourtant, elle surgit parfois sans crier gare. Alors on pleure ou on rit , sans qu'on sache si ce sont les larmes ou les rires qui prennent le dessus. Et il y a le presseur, plutôt taciturne, qui lâche régulièrement cette phrase : « Quoi de neuf sur la guerre ? ».
Et trente-cinq ans plus tard, en 1981-1982, la même question se repose: « Quoi de neuf sur la guerre ? » Rien... Parce que déjà en 1945, le patron de l'atelier le disait: « Les larmes c'est le seul stock qui ne s'épuise jamais. »
« Quoi de neuf sur la guerre ? est la vie même. Un vibrant et singulier hommage à tous les humbles qui ont échappé à la Shoah et tentent de réapprendre à vivre et à rire en retrouvant ce que l'existence peut offrir de simple et de beau. C'est le roman d'un lieu de mémoire modeste et quotidien qui a ceci de particulier qu'on y évite, tant que faire se peut, de parler du passé : un atelier de confection pour dames, rue de Turenne, en 1946. Un havre laborieux de rescapés qui n'en reviennent pas de vivre . »

## Éditions
- Quoi de neuf sur la guerre ?, Paris, éditions P.O.L, 1993  (ISBN 2-86744-373-3) 247 p. / Rééd. Folio 2002  (ISBN 978-2-070-38907-0)
- Lecture accompagnée de Quoi de neuf sur la guerre par Jean Bardet, La Bibliothèque Gallimard, 2000   (ISBN 978-207-041495-6)